# Claude Vautrin
Pour les articles homonymes, voir Vautrin.
Claude Vautrin, né le 10 septembre 1952 à Nancy, est un journaliste et écrivain français.

## Biographie
À 17 ans, Claude Vautrin obtient le troisième prix national de la Fondation Zellidja pour son reportage Berlin bleibt immer Berlin : utopie ou réalité ? Tout en préparant son diplôme de l’Institut d’études politiques de Paris, il mène de front un diplôme universitaire d’études littéraires en sociologie et une licence de lettres.
De 1978 à 1980 il collabore à Girandole, revue littéraire trimestrielle.
Ses débuts professionnels dans le journalisme s’effectuent en 1982 au quotidien régional La Liberté de l’Est dont le siège est à Épinal. En 1985, son Enquête sur les pluies acides au Québec, effectuée l’année précédente, lui vaut un prix de l’association de la Presse de l’Est . Pour La Liberté de l’Est, Claude Vautrin effectue des reportages à Cuba (1987, 1992, 1999), en Géorgie (1987, 1992), en Arménie (1987), en Nouvelle-Calédonie et en Sibérie (1988), en Roumanie (1990), au Chili et en Argentine (2009), à Zagreb (1991) puis en ex-Yougoslavie (1991-1997), au Brésil (1994), à  Gaza (1996), il couvre la chute du mur de Berlin (1989) et la guerre du Golfe (1990), enquête en Nouvelle-Calédonie (1988), au Yémen (1990), en Irlande du Nord (1991), en Russie (1992), en Géorgie (1987 puis 1992), . Sa collaboration au quotidien vosgien, où il aura occupé les postes de reporter, grand reporter, chef du service économique et social, et d’éditorialiste, s’interrompt en 2000. 
En 2002, il co-crée le magazine Massif des Vosges, un trimestriel qui connaîtra 53 numéros jusqu’en 2014. En 2015, jusqu'en 2021 il est rédacteur en chef de Montagnes des Vosges, également consacré au massif vosgien 1. En 2003-2004, il est aussi le rédacteur en chef  d’un autre magazine de territoire, En Lorraine ,. Il collabore par ailleurs au magazine 100 % Vosges  jusqu’en 2016.
Parallèlement, de 2005 à 2014, il anime des émissions économiques et politiques sur la chaîne de télévision locale Images Plus (qui devient Vià Vosges et aujourd'hui Vosges Télévision).
Dans les années 2000 et 2020, Claude Vautrin poursuit son activité de grand reporter en free lance. Ses reportages sur le peuple mapuche, la Corée du Nord, les Pays baltes sont publiés sous la forme de livres dans lesquels il analyse et comble « les trous noirs de l’information ». Il réalise des reportages au Liban, dans le fief du Hezbollah en 2008, puis en 2011. Il est invité régulièrement dans plusieurs festivals pour  présenter  sa démarche par des conférences et en débattre : le Festival international de géographie à Saint-Dié-des Vosges, Les Imaginales  à Épinal, La littérature prend le large à Thénac et ouvre le débat lors de nombreuses conférences sur ses ouvrages et les thèmes d'actualité qui en découlent..
Au cours de sa carrière Claude Vautrin a également  effectué des reportages pour La Croix,  Le Matin de Paris et  Les Échos ainsi que pour Agriculture Magazine, Aménagement et Montagne... Il écrit des chroniques et des éditoriaux pour le Progrès du Finistère. Il a aussi enseigné la langue et la littérature françaises à l’Université fédérale de Santa-Catarina au Brésil . 

## Publications

### Sur les Vosges et la Lorraine
- Tourbière, philtre de vie, photogr. Étienne Géhin, éd. Gérard Louis, 1991.
- 26 décembre 1999 : avis de tempête sur les Vosges : le récit de cinquante jours de crise.
- Entrepreneurs en mouvement : Lorraine, avec Pascal Ambrosi, photogr. Anne-Laure Marioton, éd. Autrement, coll. Entrepreneurs en mouvement, 2006.
- Lorraine 360°, photogr. Franck Charel, éd. du Chêne, 2007.
- Couleur Vosges, photogr. Denis Bringard, éd. Chamina, coll. Beaux-livres, 2011.
- Couleur Alsace : une terre généreuse, photogr. Denis Bringard, éd. Chamina, coll. Beaux-livres, 2012.
- Vosges: 100 lieux pour les curieux, photogr. Anne-Laure Marioton, éd. Bonneton, coll. Guide insolite, 2012, Réédiition en 2023.
- La Forêt vosgienne : petits secrets et grand dessein, photogr. Denis Bringard, éd. du Belvédère, 2014.
- 101 merveilles du massif des Vosges, photogr. Denis Bringard, éd. du Belvédère, 2016.
- Les Charmes insolites de la Lorraine : 110 lieux étonnants, avec Anne-Laure Marioton et Elsa Soibinet, éd. Bonneton, coll. Guide patrimoine, 2016.
- Vosges sauvages, photogr. Biosphoto, éd. Glénat, 2018.
- L’Excellence dans les Vosges, photogr. Michel Laurent, éd. du Signe, 2018.
- Pour l’amour des Vosges, Éditions Magellan & Cie, 2020.  (ISBN 978-2-35074-575-6)
- La Saga Bihr : d'Uriménil à la conquête du monde, éd. Kaïros, 2024.

### Enquêtes et récits de voyage
- Irlande, île de toutes les passions, avec Alain Wodey, éd. Anako, 1992.
- Mapuche, et fier de l'être, éd. Kaïros, 2016.
- Corée du Nord : l'autre dimension, éd. Kaïros, 2019.
- Baltique(s), Éditions Magellan & Cie, 2021.  (ISBN 978-2-35074-625-8)

### Essais
- Grand reporter : le pas de côté, éd. Kaïros, coll. « Témoignage », 2015.
- On ne naît pas franc-maçon, on le devient, avec Laurent Dehaffreingue, éd. Kaïros, 2018.
- Sept voyages initiatiques, éd. Kaïros, 2020.
- Faire peau neuve, à l'épreuve du monde, éd. Kaïros, 2023.
- Chaos sur ordonnance, éd. Kaïros, 2024.

### Romans
- Liqueur noire : la paix yougoslave, avec Dominique Michel, éd. Gérard Louis, 1994.
- Aqua-Vosges : enquête sur une pénurie, éd. Gérard Louis, 2004.

### Nouvelles
- « Costa Rica, le devin volant », in Train de nuit, 1999.
- « Haïda Gwaï : le corbeau créateur » , in avec-mes-sabots.fr : des nouvelles de Lorraine, éd. D’une page à l’autre, 2001
- La Fin de tous les tocsins, éd. Kaïros, 2022.